# Міжнародний культурний центр Серізі-ла-Саль
49°01′19″ пн. ш. 1°17′19″ зх. д. / 49.02194444° пн. ш. 1.28861111° зх. д.
Міжнародний культурний центр Серізі-ла-Саль (фр. Centre culturel international de Cerisy-la-Salle) — культурний центр, заснований в 1952 році в Серізі-ла-Саль. Центр розташовується в колишньому замку (фр. Château de Cerisy-la-Salle).
Центр був заснований у 1952 році Анн Ерґон-Дежарден (фр. Anne Heurgon-Desjardins). Міжнародний культурний центр є місцем проведення престижних наукових конференцій — так званих колоквіумів Серізі (фр. Colloques de Cerisy). Ці колоквіуми найчастіше проводяться на актуальні теми з соціології, історії, французької і світової літератури, психології, лінгвістики, політології та інших гуманітарних дисциплін.